# جون شوميت
جون شوميت (بالإنجليزية: John Shumate)‏ مواليد 6 أبريل 1952 في غرينفيل، هو مدرب كرة سلة أمريكي ولاعب سابق. بدأ مسيرته الاحترافية في سنة 1975. تم اختياره من قبل فريق فينيكس صنز خلال الدرافت. حمل الرقم 34. بلغ طوله 6 قدم 9 بوصة (2.1 م). اعتزل اللعب في 1980. أحرز خلال مسيرته في الإن بي إيه 3920 نقطة بمعدل 12.3 نقطة في المباراة الواحدة.

## المسيرة الاحترافية
لعب مع فينيكس صنز في موسم 1975–1976، ثم لعب مع بوفالو بريفز من سنة 1975 إلى 1978، ثم لعب مع ديترويت بيستونز من سنة 1977 إلى 1980، ثم لعب مع هيوستن روكتس في موسم 1979–1980، ثم لعب مع سان أنطونيو سبرز في سنة 1980، ثم لعب مع سياتل سوبرسونيكس في سنة 1981.

## روابط خارجية
- جون شوميت على موقع إن بي أي (الإنجليزية)
- جون شوميت على موقع سبورتس رفرنس (الإنجليزية)
- جون شوميت على موقع كلية كرة السلة في سبورتس رفرنس.كوم (الإنجليزية)
- جون شوميت على موقع ريلجم (الإنجليزية)
- جون شوميت على موقع بروبوليرز (الإنجليزية)
- جون شوميت على موقع سبورتس رفرنس (الإنجليزية)
- جون شوميت على موقع سبورتس رفرنس (الإنجليزية)
- جون شوميت على موقع كلية كرة السلة في سبورتس رفرنس.كوم (الإنجليزية)